# Jefferson Orejuela
Jefferson Gabriel Orejuela Izquierdo, noto semplicemente come Jefferson Orejuela (San Lorenzo, 14 febbraio 1993), è un calciatore ecuadoriano, centrocampista dell'Huracán Buceo.

## Caratteristiche tecniche
È un mediano.

## Carriera

### Nazionale
Ha esordito con la nazionale ecuadoriana il 14 giugno 2017 in occasione del match dell'amichevole vinta 3-0 contro El Salvador.

## Palmarès

### Competizioni nazionali
- Campionato ecuadoriano: 2

LDU Quito: 2018
Barcelona SC: 2020
- Copa Ecuador: 1

LDU Quito: 2019